# Scapophyllia cylindrica
Scapophyllia cylindrica är en korallart som först beskrevs av Milne Edwards och Jules Haime 1848.  Scapophyllia cylindrica ingår i släktet Scapophyllia och familjen Merulinidae. IUCN kategoriserar arten globalt som livskraftig. Inga underarter finns listade i Catalogue of Life.